# 雅D
雅D（みやびD）は、1994年12月に大同 (現:ビスティ) が発売した、優雅な「和」の世界を表現したドラム型パチンコ機のシリーズ名。
雅Dの1機種がある。

## 概要
確率変動機能を搭載したドラム型の権利物タイプ。大当たり図柄は全部で7種類あり、そのうち月と御所車は色違いでも大当たりとなる。有効ラインは5ラインなので全45通りの大当たりパターンがある。本機は2回ワンセットの権利物タイプである。大当たり後の権利獲得で確変に突入する。2回目の権利は大当たり確率が10倍にアップする。本機のアタッカーは大きく、玉の拾いが良いので、11個以上の入賞も可能である。

## スペック
- 雅D
  - 賞球数 7&15
  - 大当たり最高継続 16R
  - 大当たり確率 1/215
  - 確変中大当たり確率　1/21.5

## 図柄
- 牡丹
- 紅葉
- 桜
- 梅
- 桐
- 月
- 御所車

## 演出
リーチアクションは、ノーマルリーチの他にロングリーチやコマ送りリーチがある。図柄停止後の再始動や逆回転などもある。

大当たりになると左肩の電チューが開放し、役物内に玉を入賞させることが可能になる。役物内のVゾーンに玉が感知することで権利獲得となる。Vゾーンに玉を感知させるためには、役物内に配置されている、玉を上昇させるためのリフトに1個入賞する必要がある。